# Ouattara Gnonzié
Ouattara Gnonzié, mort le 8 juin 2023 à Abidjan, est un journaliste et homme politique ivoirien. Ancien Directeur général de la Radiodiffusion Télévision Ivoirienne (RTI), il occupe le poste de ministre de la Communication de Côte d'Ivoire du 5 décembre 2010 au 11 avril 2011. Il fut le président du Rassemblement pour la Paix, le Progrès et le Partage (RPP). 

## Biographie

### Carrière professionnelle
Originaire de Niellé dans le département de Ouangolodougou, Ouattara Gnonzié est journaliste de profession. Il est nommé Directeur général de la RTI dans les années 90 jusqu'au coup d'état de décembre 1999,.

### Vie politique
Engagé en politique, Ouattara Gnonzié est d'abord secrétaire général du Rassemblement pour la Paix, le Progrès et le Partage (RPP) de Laurent Dona Fologo. Ensuite, le 19 août 2017, il est élu président du RPP lors du deuxième congrès ordinaire dudit parti politique. Le 5 décembre 2010, dans un contexte de crise post-électorale en Côte d'Ivoire, Ouattara Gnonzié est nommé ministre de la Communication dans le gouvernement de Gilbert Aké N'Gbo. Il occupe ce poste jusqu'au 11 avril 2011. Il part en exil au Ghana le 16 avril 2011 pour retourner en Côte d'Ivoire en novembre 2013,.

### Décès
Ouattara Gnonzié meurt le 8 juin 2023 à Abidjan des suites de maladie,.